# Фирм (узурпатор III века)
Фирм (лат. Firmus) — римский император-узурпатор в 273 году.
Согласно «Истории Августов», Фирм, торговец из Селевкии, был очень богатым человеком благодаря его деловым связям, которые простирались до Индии. Он был другом пальмирской царицы Зенобии. После второго падения Пальмиры он поднял восстание в египетской столице Александрии в 273 году для того, чтобы оказать поддержку пальмирцам. Также Фирм перекрыл поставку пшеницы в Рим. Император Аврелиан подавил восстание и Фирм был убит. В самом деле, Фирм никогда не провозглашался императором. Сохранившиеся якобы принадлежащие ему монеты являются подделкой.
«История Августов» так описывает Фирма:
«Фирм был огромного роста, имел выпуклые глаза, курчавые волосы; лоб его был покрыт рубцами, лицо было темного цвета, остальное тело белое, но волосатое и шершавое, так что многие называли его циклопом. Он потреблял много мяса; говорят, что в день он съедал целого страуса. Вина он пил немного, воды очень много. Он был очень тверд духом, имел очень сильные мускулы <…> Он мог спокойно выдержать на своей груди наковальню, по которой ударяли молотом, причем сам он скорее висел, нежели лежал, откинувшись назад, выгнувшись и в изогнутом положении опираясь на руки»
От Аммиана Марцеллина и Зосима известно о беспорядках в Египте после поражения Пальмиры. Но ни один историк не упоминает о Фирме. Боуман предлагает интересную гипотезу: египетские папирусы того времени упоминают корректора по имени Клавдий Фирм. Корректор вполне мог быть назначен для борьбы с беспорядками в провинции. В таком случае — тогда не он спровоцировал мятеж, а был направлен для его подавления. Автор биографии Фирма в «Истории Августов», очевидно, искусственно создал этого персонажа, смешав реальность и выдумки.